# ميخال هكوهين
ميخال يتسحاق إيلياهو هكوهين (מיכל הכהן، 1834، ياسفين، روسيا (ليتوانيا) - 24 سبتمبر 1914، القدس) ناشر وصحفي يهودي في القدس في القرن التاسع عشر. أحد مؤسسي حي نحلات شيفع.

## السيرة الذاتية
ولد ميخال هكوهين في ياسفين، ليتوانيا (في ذلك الوقت في المستوطنة اليهودية للإمبراطورية الروسية)، ابن بادانا إليعازر هكوهين حاخام اليهود في البلدة. في شتاء عام 1844، بدأ رحلة مع والديه وثلاث شقيقات للهجرة إلى فلسطين، ووصلوا هناك بعد تسعة أشهر، في شهر تشرين الأول (أكتوبر) 1845. ابتعد عن والديه في سن مبكرة. بقي لفترة في أوروبا ودرس التوراة. وفي أواخر إقامته في أوروبا قرر مع يوئيل موشيه سالومون دراسة الطباعة في مدينة كونيجسبيرج. وعندما عادا إلى القدس سنة 1862 افتتحا مطبعة في القدس. وكانت هذه المطبعة هي الثانية في القدس، حيث كان يسرائيل باك قد أسس أول مطبعة عبرية في المدينة. وكانت أول مطبوعة طبعت في المطبعة هي "شوشانتا".
في سنة 1863 شارك مع يوئيل موشيه سالومون ويحيئيل بريل في إصدار صحيفة "هاليفانون". وبسبب إخبار الصحيفة اللبنانية ورؤساء تحريرها للسلطات العثمانية، أُغلقت الصحيفة اللبنانية. ففر يوئيل موشيه سالومون وميخائيل هكوهين مع المطبعة إلى الإسكندرية. وفي سنة 1865 عاد الاثنان إلى فلسطين بسبب الطاعون الذي اندلع في الإسكندرية. في نهاية هذه الفترة باع ميخال هكوهين حصته في المطبعة لشريكه يوئيل موشيه سالومون.
في عام 1869 كان هكوهين أحد مؤسسي حي نحلات شيفع. وفي نفس العام تم اختياره أيضًا ليكون أحد ممثلي اليهود الذين رحبوا بالإمبراطور فرانز جوزيف في رحلته إلى القدس. وكعربون تقدير لهذا اللقاء أرسل له الإمبراطور مطبعة جديدة استخدمها لطباعة صحيفة هأرييل (أدناه).[1]
في عام 1870، بعد سنوات قليلة من إغلاق صحيفة لبنان، جاء دوف فرومكين إلى فلسطين وشارك في نشر صحيفة "هافاتسيليت". عمل لعدة سنوات مع فرومكين في صحيفة "هافاتسيليت"، ولكن في عام 1874 تقاعد وفي الفترة ما بين عامي 1874 و1877 نشر صحيفة "هأرييل" التي عارضت التقسيم وبالتالي أثارت غضب المتعصبين من اليهود القدامى في القدس.
ابتداءً من عام 1893، شارك مع صهره، حاييم ميخال ميشلين، في جمع التبرعات لمستشفى مسجاف لاداخ.
تزوج من ليبا دبوراه ني كاتسورين، وكان أبًا لولدين وبنتين: إلياهو إليعازر شاول كوهين (الدكتور إلياس كوهين)، طبيب في الجليل وصفد وفي وقت لاحق في بتاح تكفا؛ وبدانة، زوجة حاييم ميخال ميشلين؛ ومينا بابو؛ ويسرائيل كوهين.